# Barzaniga
Barzaniga è una frazione del comune italiano di Annicco.
Al censimento del 21 ottobre 2001 contava 292 abitanti.

## Geografia fisica
Il centro abitato è sito a 62 m sul livello del mare.

## Storia
Nel 1868 fu aggregato al comune di Barzaniga il comune di Grontorto.
Nel 1928 il comune di Barzaniga venne soppresso e aggregato al comune di Annicco.

## Monumenti e luoghi d'interesse

### Architetture religiose
- Chiesa parrocchiale dei Santi Pietro e Paolo
- Santuario della Beata Vergine della Nave
- Cantinetto di Peder